# 26-os busz (Székesfehérvár)
A székesfehérvári 26-os jelzésű autóbusz a Jancsár utca és a Béla utca között közlekedik. A viszonylatot az ArrivaBus üzemelteti, a Volánbusz alvállalkozójaként.

## Járművek
2010 szeptemberéig Mercedes-Benz O345G, Volvo 7000A, Ikarus C80, Ikarus 280 típusú buszok jártak rajta, ekkor – az Alba Volán, majd a Volánbusz alvállalkozójaként – a VT-Arriva (ma ArrivaBus) vette át a vonal üzemeltetését MAN NG 262 és MAN NG 272 típusú csuklós autóbuszokkal.

## Története
1976-ban indították el, eredetileg a Bory-várig közlekedett. Öreghegyi szakaszát közel másfél évtizeddel később[mikor?] áthelyezték a Béla utcába.

## Útvonala
| Béla utca felé | Jancsár utca felé |
| --- | --- |
| Jancsár utca vá. – Balatoni út – Jancsár köz – Horvát István utca – Széchenyi utca – Vörösmarty tér – Piac tér – Palotai út – Schwäbisch Gmünd utca – Mátyás király körút – Szekfű Gyula utca – Berényi út – Berényi út – Béla utca – Béla utca vá. | Béla utca vá. – Béla utca – Berényi út – Berényi út – Szekfű Gyula utca – Mátyás király körút – Schwäbisch Gmünd utca – Palotai út – Piac tér – Vörösmarty tér – Széchenyi utca – Horvát István utca – Jancsár köz – Balatoni út – Jancsár utca vá. |

## Megállóhelyei
| 0  | Jancsár utca végállomás             | 24 | 10, 20, 22, 23, 23E, 24, 25, 26A, 29 8050, 8055, 8060, 8062, 8067, 8068, 8069, 8070, 8078 |
| 1  | Tóvárosi lakónegyed                 | 23 | 20, 22, 23, 23E, 24, 25, 26A |
| 3  | Református Általános Iskola         | 21 | 11, 11A, 11G, 12, 12A, 12Y, 13, 13A, 13G, 13Y, 15, 15Y, 22, 23, 23E, 24, 25, 26A, 36, 37, 38, 40, 41, 43, 44 |
| 5  | Autóbusz-állomás                    | 19 | 10, 11, 11A, 12, 12A, 12Y, 13, 13A, 13G, 13Y, 14, 14G, 15, 15Y, 26A, 26G, 27, 36, 37, 38, 40, 41, 42, 43, 44 707, 718, 747, 748, 749, 750, 751, 757, 758, 759, 8000, 8001, 8002, 8010, 8011, 8013, 8030, 8032, 8033, 8035, 8037, 8039, 8040, 8046, 8047, 8048, 8049, 8050, 8055, 8060, 8062, 8065, 8066, 8067, 8068, 8069, 8070, 8078, 8080, 8086, 8090, 8092, 8093, 8095, 8096, 8097, 8098, 8099 1172, 1173, 1174, 1204, 1205, 1215, 1229, 1507, 1510, 1512, 1529, 1563, 1706, 1707, 1734, 1758, 1803, 1808, 1809, 1822, 1823, 1824, 1826, 1840, 1841, 1842, 1843, 1844, 1845, 1853 |
| 7  | György Oszkár tér                   | 17 | 10, 11, 12, 13, 14, 17, 26A, 26G, 27, 36, 37, 38 |
| 9  | Ybl Miklós lakótelep                | 15 | 16, 17, 26A, 26G, 27, 30, 38 |
| 11 | II. Rákóczi Ferenc Általános Iskola | 13 | 26A, 26G, 27, 38 718, 8010, 8011, 8013 |
| 13 | Királykút lakónegyed                | 11 | 26A, 26G, 27, 32, 38 |
| 14 | Olaj utca                           | 10 | 26A, 27, 32, 38 |
| 15 | Vértanú utca                        | 9  | 26A, 26G, 27, 32, 38 718, 8010 |
| 16 | Álmos vezér utca                    | 8  | 26A, 26G, 27, 32, 38 |
| 18 | Cento utca                          | 6  | 23, 26A, 26G, 32, M26 |
| 19 | Videoton                            | 5  | 23, 23E, 26A, 26G, 31, 31E, 32, M26 718, 8010, 8011, 8013, 8030, 8035 |
| 21 | Köztemető                           | 3  | 31 718, 8010, 8013 |
| 22 | Bicskei utca                        | 2  | 31 |
| 23 | Szeredi utca                        | 1  | 31 718, 8010, 8013 |
| 24 | Béla utca végállomás                | 0  | 31 |